# Il cadavere dagli artigli d'acciaio
Il cadavere dagli artigli d'acciaio (Qui?) è un film del 1970 diretto da Leonard Keigel.

## Trama
L'auto su cui Claude e Marina viaggiano cade in acqua da una scogliera. Marina riesce a salvarsi, mentre il suo compagno ha la peggio. Tuttavia la polizia, che indaga sull'accaduto, non è molto convinta della versione data dalla ragazza, tanto più che non si trova neanche il corpo dell'uomo. Serge, fratello della vittima, crede che la storia sia una montatura e che Marina abbia assassinato Claude. Ciò nonostante i due diventano amanti, ma Serge inizia a tormentarla con le sue indagini personali.
Quando però Serge è convocato dalla polizia per identificare un cadavere ripescato dall'acqua che, pur risultando irriconoscibile, ha le stesse caratteristiche di Claude, si convince dell'innocenza della ragazza. Nel frattempo Marina vede riapparire Claude, che le rivela di essersi nascosto dopo l'incidente per poi trasferirsi segretamente in Canada. Marina, aggredita da Claude, lo uccide e ne sotterra maldestramente il cadavere. Marina e Serge partono finalmente per una vacanza in Italia, e di ritorno da una gita in barca, sul molo, trovano la polizia.

## Personaggi
- Marina, donna bellissima, è l'amante di Claude prima e Serge poi.
- Claude, amante di Marina, scompare in acqua a seguito di un incidente in macchina, per poi riapparire nel finale. È un individuo violento e pericoloso.
- Serge, fratello maggiore di Claude è un uomo in apparenza freddo, ma si innamora di Marina. È deciso a scoprire la verità su quanto accaduto.
- Dorothée, ex-moglie di Serge. È una bella donna, ma invadente. Diventa amica di Marina.

## Produzione
La protagonista della pellicola, una co-produzione italo-francese, è Romy Schneider.